# Club Deportivo Tenerife 2017-2018
Questa voce raccoglie le informazioni riguardanti il Club Deportivo Tenerife nelle competizioni ufficiali della stagione 2017-2018.

## Maglie e sponsor
| Casa |

Sponsor ufficiale: Tenerife
Fornitore tecnico: Hummel

## Organico

### Rosa 2017-2018
Rosa aggiornata al 2 settembre 2017
| N. |                     | Ruolo | Calciatore      |
| -- | ------------------- | ----- | --------------- |
| 1  | Spagna (bandiera)   | P     | Carlos Abad     |
| 2  | Spagna (bandiera)   | D     | Luis Pérez      |
| 3  | Spagna (bandiera)   | D     | Iñaki Sáenz     |
| 4  | Francia (bandiera)  | D     | Samuel Camille  |
| 5  | Spagna (bandiera)   | D     | Alberto Jiménez |
| 6  | Spagna (bandiera)   | C     | Vitolo          |
| 7  | Spagna (bandiera)   | C     | Juan Villar     |
| 8  | Honduras (bandiera) | C     | Bryan Acosta    |
| 9  | Serbia (bandiera)   | C     | Filip Malbašić  |
| 10 | Spagna (bandiera)   | C     | Suso (capitano) |
| 11 | Spagna (bandiera)   | C     | Tyronne         |
| 12 | Italia (bandiera)   | A     | Samuele Longo   |

| N. |                      | Ruolo | Calciatore         |
| -- | -------------------- | ----- | ------------------ |
| 14 | Spagna (bandiera)    | D     | Carlos Ruiz        |
| 16 | Spagna (bandiera)    | D     | Aitor Sanz         |
| 17 | Spagna (bandiera)    | C     | Juan Carlos        |
| 18 | Spagna (bandiera)    | A     | Víctor Casadesús   |
| 19 | Argentina (bandiera) | D     | Lucas Aveldaño     |
| 20 | Spagna (bandiera)    | C     | Francisco Montañés |
| 21 | Spagna (bandiera)    | D     | Jorge Sáenz        |
| 22 | Spagna (bandiera)    | C     | Luis Milla         |
| 23 | Spagna (bandiera)    | D     | Raúl Cámara        |
| 25 | Venezuela (bandiera) | P     | Dani Hernández     |
| 37 | Spagna (bandiera)    | C     | Álex Mula          |